# Корона Фильм
Киностудия «Корона Фильм» - российская кинокомпания, специализирующаяся на создании документального и художественного контента. Компания создана в 1992 году Виталием Федько, за время своей работы киностудия «Корона Фильм» получила известность в сфере телевидения, как в России, так и в мире,.

## История
Основными партнёрами и заказчиками киностудии на разных этапах были и являются: Первый канал (Россия), ТРК Пятый канал (Россия), Телеканал Война&Мир, Звезда (Россия), ARTE (Франция), Discovery (International), ZDF (Германия), BBC (Великобритания), TV-4 (Швеция), France 2, France 3, France 5, Yle (Финляндия), RTBF (Бельгия) и другие.
Сотрудничество с западными компаниями, по реализации кино проектов разного уровня и масштаба стало приоритетной задачей, которую поставил для себя генеральный директор «Короны» Виталий Федько, по причине того, что в 90-х ситуация вокруг документального жанра в России складывалась не в пользу начинающей кинокомпании.

В кино того времени крутились откровенно криминальные деньги. А я не хотел в этом участвовать. Поэтому мой выбор стал совершенно очевидным - документалистика. Но она оказалась не востребована российскими телеканалами. Я вспомнил, как работал на западные телеканалы по их схемам. Они были понятны, в них существуют правила, их можно изучить, понять и дальше играть по ним. Если ты можешь создать свой уникальный контент, он будет ценным для тех, кому ты предложишь сотрудничество.
Киностудия является партнером Санкт-Петербургской международной кино академии и соучредителем Санкт-Петербургской кино комиссии .
Официальным дистрибьютором киностудии является французская компания ZED.

## Техника и оружие
Документальные фильмы «Короны» затрагивают в первую очередь проблематику военной и гражданской техники. Красной линией в творчестве киностудии проходит тема подводных лодок, в разное время именно подводные лодки и люди связанные с ними, становились главными героями документальных картин.
В 2001 г. «экипаж Короны Фильм» принимает участие в боевом походе и пусках баллистических ракет 
атомного стратегического подводного ракетоносца «Северсталь». Материалы, снятые во время похода стали основой для фильма «Русская «Акула» («Mission Invisible» в иностранной версии), рассказывающего о повседневной жизни экипажа самой большой в мире подводной лодки. «Русская «Акула» вошла в десятку самых рейтинговых фильмов России, Германии, Франции, Швеции, Канады и других стран.
В этом же году киностудия «Корона Фильм» единственной из СМИ, допускается до съемок операции по подъему К-141 «Курск». Основатель киностудии В. Ф. Федько становится одним из непосредственных участников беспрецедентной операции по подъёму. В результате, полученные уникальные видеосвидетельства операции, не имевшей прецедентов в мире, воплотились в фильмах: «Подъём Курска», «Семья капитана», «Проект – 949. Одиссея атомной подводной лодки».
По завершении операции 7 человек из киностудии «Корона Фильм», получили награду «За подъём Курска», учреждённую ЦКБМТ «Рубин» за освещение в СМИ операции по подъёму затонувшей подводной лодки К-141.
В 2002, в годовщину трагедии произошедшей на АПЛ «Курск», «Короной Фильм» была организована «Экспозиция особого назначения». Для интерактивной выставки были отобраны фотографии и видеоматериалы, а также предметы с затонувшего корабля, на экранах транслировались кадры со съемок операции подъёма.
Следующим проектом о подводных лодках, в творчестве «Короны», стала серия документальных программ «Морская Сила России», посвящённых истории подводного флота России.
Эпизод «Смертельные игры» занял второе место на кинофестивале «Люди и корабли» в Киеве в 2010 году, посвящённом празднованию 65-летия Победы в Великой Отечественной войне и освобождению Украины от фашистских захватчиков. Эпизод «На грани жизни», был удостоен третьего места на кинофестивале «Море зовет» в 2009 году.

## Этнология и антропология
Другая сторона кинематографического творчества компании - это этнологические и антропологические исследования. Например документальный фильм «Люди грома» рассказывает о древних религиозных обрядах осетин. Другой об истории буддизма в России. Документальная картина «Сибирский Будда» задолго до того как буддизм стал широко популяризирован в России, привлекла внимание «Кочующего Северного Кинофестиваля» в 2000 году.
Ещё одним фильмом привлёкшим внимание кинофестиваля, но уже более масштабного, - «Лавровая ветвь» в 2001 году, стала картина «Московский ангел» (снятая совместно со студией «Остров»), попавшая в финал номинации «Лучший короткометражный неигровой телевизионный фильм или репортаж».

## Иное
«Корона Фильм», второй раз представила свой документальный фильм на фестивале «Море зовёт» в 2010 году. Картина «Реконкиста», была анонсирована следующим образом: «анализ так называемого всемирного финансового кризиса».
Впоследствии был создан фильм о катастрофе в Мексиканском заливе (при участии Канады и американских кабельных каналов), а также документальная картина «Атака на евро» с французским каналом ARTE.

## Космос
В совместном производстве с другими международными кинокомпаниями и каналами «Короной Фильм» в 2007 году были созданы фильмы «Зов пришельцам» и «Лунный танк».

## Исследование новых жанров
Короткометражный формат «Артефакт» - это «простые формы» на 1-3 минуты. Смысл артефакта в том, чтобы задержаться, посмотреть на простые вещи, увидеть в них глубокое содержание. Короткометражный жанр «Артефакта» в 2015 году получил авторитетную премию фестиваля «VideoLike Festival», Приз за самое неожиданное решение новой эпохи кинематографа.
«Артефакты» созвучны таким фильмам, как «Барака» и «Кояанискатси», рубрике No Comment телеканала Euronews, короткометражному «медленному телевидению». Есть еще одна разновидность в этом жанре «Артефакт»-лонг или «Артефакт»-фильм. В нем объединены несколько коротких видео-сюжетов в единый контекст.
На данный момент компания не дистрибутирует данный жанр, по причине того, что этот контент создается специально для Актуального телеканала «Война & Мир».

## Фестивали. Участие и организация
Киностудия «Корона Фильм» в 2001 году стала инициатором и организатором проведения впервые в России полуфинала премии Эмми в номинации «Фильмы об искусстве» в Санкт-Петербурге. Спустя три года, генеральный директор «Короны», Виталий Федько вновь инициирует проведение полуфинала Эмми в Петербурге, в этот раз в России рассматривались две из восьми номинаций: лучшие европейские документальные программы об искусстве и лучшие художественные фильмы. Эмми 2001 года стала для России неким прорывом на мировой рынок телеиндустрии. Как заметил вице-президент Международного совета академии телевизионных искусств и наук Жорж Леклер:

Три года тому назад у вас ничего не было. Сегодня до полуфинального конкурса дошло около тридцати русских программ
В 2009 году, тоже в Петербурге «Корона» инициировала проведение международного телевизионного фестиваля BANFF. Киностудия также неоднократно включалась в состав жюри BANFF, для оценки конкурсных фильмов, равно как и кинофестиваля IMPACT Intelligent Content for TV, Film & Web, где сотрудники «Короны» проводили судейство в номинации «Best Docu-Drama».

## Фильмография
| Год       | Фильм                                         | |
| Год       | Фильм                                         | Примечания |
| --------- | --------------------------------------------- | --- |
| 1992      | Тот кто видит                                 | В совместном производстве с BRTN (Бельгия) |
| 1991      | Кармапа                                       | «Корона Фильм» для «Первого канала» |
| 1991      | Переименованный город                         | Создан для France 3. |
| 1994-1995 | Балерина                                      | «Корона Фильм» для BBC |
| 1994-1995 | Кронштадт                                     | «Корона Фильм» для BBC |
| 1996      | Люди грома                                    | |
| 1997      | Сибирский Будда                               | Участник русского антропологического кинофестиваля. |
| 2001      | Московский ангел                              | Финалист второго национального конкурса документальных фильмов и телепрограмм Лавровая ветвь (премия) в 2001 году. |
| 2001      | Подъём Курска                                 | Создан для канала Discovery Channel и NBC USA. |
| 2002      | Семья капитана                                | Фильм вошел в тройку самых рейтинговых документальных программ Франции последних лет. |
| 2002      | Проект – 949. Одиссея атомной подводной лодки | Фильм удостоен Гран-при «Золотой Якорь» на 34-м Международном кинофестивале в Тулоне (Франция),. |
| 2002      | Русская «Акула»                               | «Гран-при» Третьего Международного фестиваля морских документальных фильмов. Фильм вошел в десятку самых рейтинговых фильмов России, Германии, Франции, Швеции, Канады и других стран.                                              |
| 2003      | В поисках бессмертия                          | Короткометражный |
| 2007      | Зов Пришельцам                                | Вошел в общеевропейскую программу развития кинематографистов Masterschool Films 2008, Documentary Сampus. |
| 2007      | «Лунный танк»                                 | Награды: - International Film Festival of Toulon (France) Archives Prize (Jacques Henri Blake Award) - MEDIMED (Spain) Official Selection - ORLDMEDIA Festival (Germany) Intermedia Globe Gold Award: Best Film (Politics Category) |
| 2006-2009 | Морская Сила России                           | Номинант кинофестивалей «Люди и корабли 2010», а также «Море зовет 2009». |
| 2010      | Реконкиста                                    | Участник Международного кинофестиваля – «Море зовет 2010» |
| 2011      | Атака на Евро                                 | В совместном производстве с ARTE |
| 2011      | Катастрофа в Мексиканском заливе              | |
| 2015      | Территория Мира                               | при поддержке Министерства Информации республики Белоруссия и компаний «ТВ Век» и «8 канал».. |